# Aurélien Bekogo
Aurélien Bekogo (ur. 27 grudnia 1975 w Libreville) – gaboński piłkarz występujący na pozycji napastnika.

## Kariera klubowa
W swojej karierze Bekogo występował między innymi w zespole AS Mangasport.

## Kariera reprezentacyjna
W reprezentacji Gabonu Bekogo zadebiutował w 1994 roku. W 1996 roku został powołany do kadry na Puchar Narodów Afryki. Wystąpił na nim w meczach z Liberią (1:2), Zairem (2:0, gol) i Tunezją (1:1, 1:4 w rzutach karnych), a Gabon zakończył turniej na ćwierćfinale.